# Zamuels Garbers
Zamuels Garbers (29 agosto 1914 – 27 giugno 1942) è stato un calciatore lettone, di ruolo centrocampista.

## Carriera

### Club
Nel periodo in cui ha giocato in nazionale militava nell'Hakoah Riga.

### Nazionale
Ha giocato la sua unica partita in nazionale il 4 settembre 1938 nella gara di Coppa del Baltico contro la Lituania.

## Statistiche

### Cronologia presenze e reti in Nazionale
| Cronologia completa delle presenze e delle reti in nazionale ― Lettonia | Cronologia completa delle presenze e delle reti in nazionale ― Lettonia | Cronologia completa delle presenze e delle reti in nazionale ― Lettonia | Cronologia completa delle presenze e delle reti in nazionale ― Lettonia | Cronologia completa delle presenze e delle reti in nazionale ― Lettonia | Cronologia completa delle presenze e delle reti in nazionale ― Lettonia | Cronologia completa delle presenze e delle reti in nazionale ― Lettonia | Cronologia completa delle presenze e delle reti in nazionale ― Lettonia |
| Data                                                                    | Città                                                                   | In casa                                                                 | Risultato                                                               | Ospiti                                                                  | Competizione                                                            | Reti                                                                    | Note                                                                    |
| ----------------------------------------------------------------------- | ----------------------------------------------------------------------- | ----------------------------------------------------------------------- | ----------------------------------------------------------------------- | ----------------------------------------------------------------------- | ----------------------------------------------------------------------- | ----------------------------------------------------------------------- | ----------------------------------------------------------------------- |
| 4-9-1938                                                                | Tallinn                                                                 | Lettonia                                                                | 1 – 1                                                                   | Lituania                                                                | Coppa del Baltico 1938                                                  | -                                                                       |                                                                         |
| Totale                                                                  |                                                                         | Presenze                                                                | 1                                                                       |                                                                         | Reti                                                                    | 0                                                                       |                                                                         |